# Dictyna tyshchenkoi
Dictyna tyshchenkoi is een spinnensoort in de taxonomische indeling van de kaardertjes (Dictynidae).
Het dier behoort tot het geslacht Dictyna. De wetenschappelijke naam van de soort werd voor het eerst geldig gepubliceerd in 1988 door Yuri M. Marusik.